# 1982 في سويسرا
فيما يلي قوائم الأحداث التي وقعت خلال عام 1982 في سويسرا.

## رياضة
- 25 يوليو – سباق طواف فرنسا 1982 الفائز بيرنار إينو.

## مواليد

### فبراير
- 7 فبراير – نيكولا سبيريغ تريثلت سويسرية.
- 18 فبراير – فلوريان فوجل درّاج طريق سويسري.

### مارس
- 11 مارس – أليكس جيخو لاعب كرة قدم إسباني.
- 25 مارس – مايكل لامر لاعب كرة مضرب سويسري.

### يوليو
- 1 يوليو – يوهان تشوب درّاج طريق سويسري.

### أغسطس
- 22 أغسطس – ماركو وولفلي لاعب كرة قدم سويسري.

### نوفمبر
- 14 نوفمبر – كيم جاغي لاعب كرة قدم سويسري.

## وفيات

### فبراير
- 13 فبراير – فرانك سيشييه (مواليد 1907) لاعب كرة قدم سويسري.